# Branko Grahovac
Branko Grahovac (* 8. Juli 1983 in Bosanska Gradiška, SFR Jugoslawien) ist ein ehemaliger bosnisch-herzegowinischer Fußballspieler. Er bestritt insgesamt 291 Spiele in der serbischen SuperLiga, der bosnisch-herzegowinischen Premijer Liga und der rumänischen Liga 1. Im Jahr 2011 gewann er mit Oțelul Galați die rumänische Meisterschaft.

## Karriere
Die Karriere von Grahovac begann im Jahr 2001 bei seinem Heimatverein FK Zeta Golubovci, der seinerzeit in der Prva liga SR Jugoslavije spielte. Zunächst kam er dort nicht zum Zuge. Erst in der Saison 2003/04 kam er zu seinen ersten Einsätzen. In der Saison 2004/05 wurde er zum Stammtorwart und konnte die Spielzeit auf dem dritten Platz abschließen, was die Qualifikation zum UEFA-Pokal bedeutete. Anschließend verließ er den Klub und wechselte zu FK Željezničar Sarajevo nach Bosnien. Im Jahr 2007 zog es ihn zu FK Borac Čačak in die serbische SuperLiga. Nach Anlaufschwierigkeiten wurde er in der Saison 2008/09 zur Nummer eins im Tor. Am 10. Dezember 2008 erzielte er im Ligaspiel gegen OFK Belgrad in der 88. Minute den Ausgleich für sein Team, das das Spiel schließlich noch gewann.
In der Winterpause 2009/10 verließ Grahovac Serbien und wechselte zu Oțelul Galați in die rumänische Liga 1. Dort war er von Beginn an die unumstrittene Nummer eins im Tor. In der Saison 2010/11 war er der Rückhalt seiner Mannschaft beim erstmaligen Gewinn der rumänischen Meisterschaft. In der darauffolgenden Spielzeit stand er in der Champions League in allen sechs Spielen seines Teams im Tor, konnte das Ausscheiden in der Gruppenphase aber nicht verhindern.
Im Frühjahr 2014 wechselte Grahovac in die türkische TFF 1. Lig zum Aufsteiger Kahramanmaraşspor. Im April 2014 wurde sein Vertrag wieder aufgelöst. Im Sommer 2014 kehrte er zu CSMS Iași nach Rumänien zurück. Am Ende der Saison 2015/16 erreichte er mit seinem neuen Klub die Qualifikation zur Europa League. Im Sommer 2017 verließ er Iași nach drei Jahren und wechselte zu UTA Arad in die Liga II. Dort beendete er Ende 2017 seine Laufbahn.

## Erfolge
- Rumänischer Meister: 2011